# Île Tioman
 (novembre 2024).
Si vous disposez d'ouvrages ou d'articles de référence ou si vous connaissez des sites web de qualité traitant du thème abordé ici, merci de compléter l'article en donnant les références utiles à sa vérifiabilité et en les liant à la section « Notes et références ».
L'île Tioman, en malais Pulau Tioman, est une île d'origine volcanique[réf. nécessaire] de la Malaisie située en mer de Chine méridionale, à environ 56 kilomètres du continent. Elle appartient à l'État de Pahang.

## Géographie

### Topographie
Elle fait 20 km du nord au sud, 11 km d'est en ouest pour 110 km2 de superficie. Elle situé dans l'archipel Seribuat. La jungle couvre 99 % de sa surface.

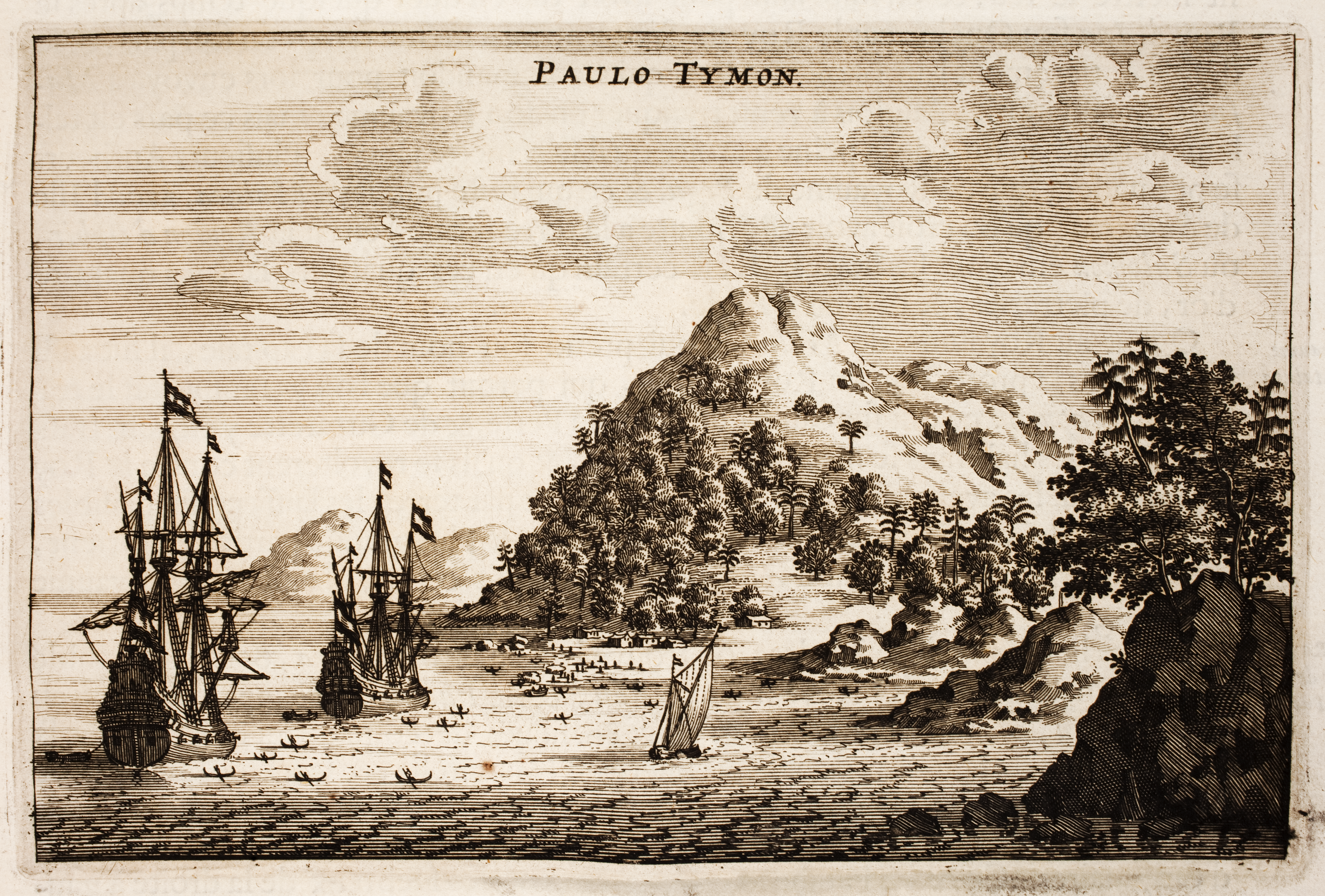
"Paulo Tymon", Nieuhof: Ambassade vers la Chine, 1665

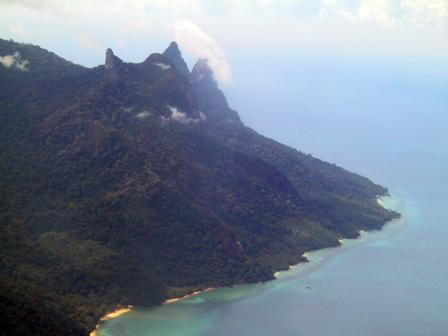
Vue aérienne des côtes de l'île Tioman.

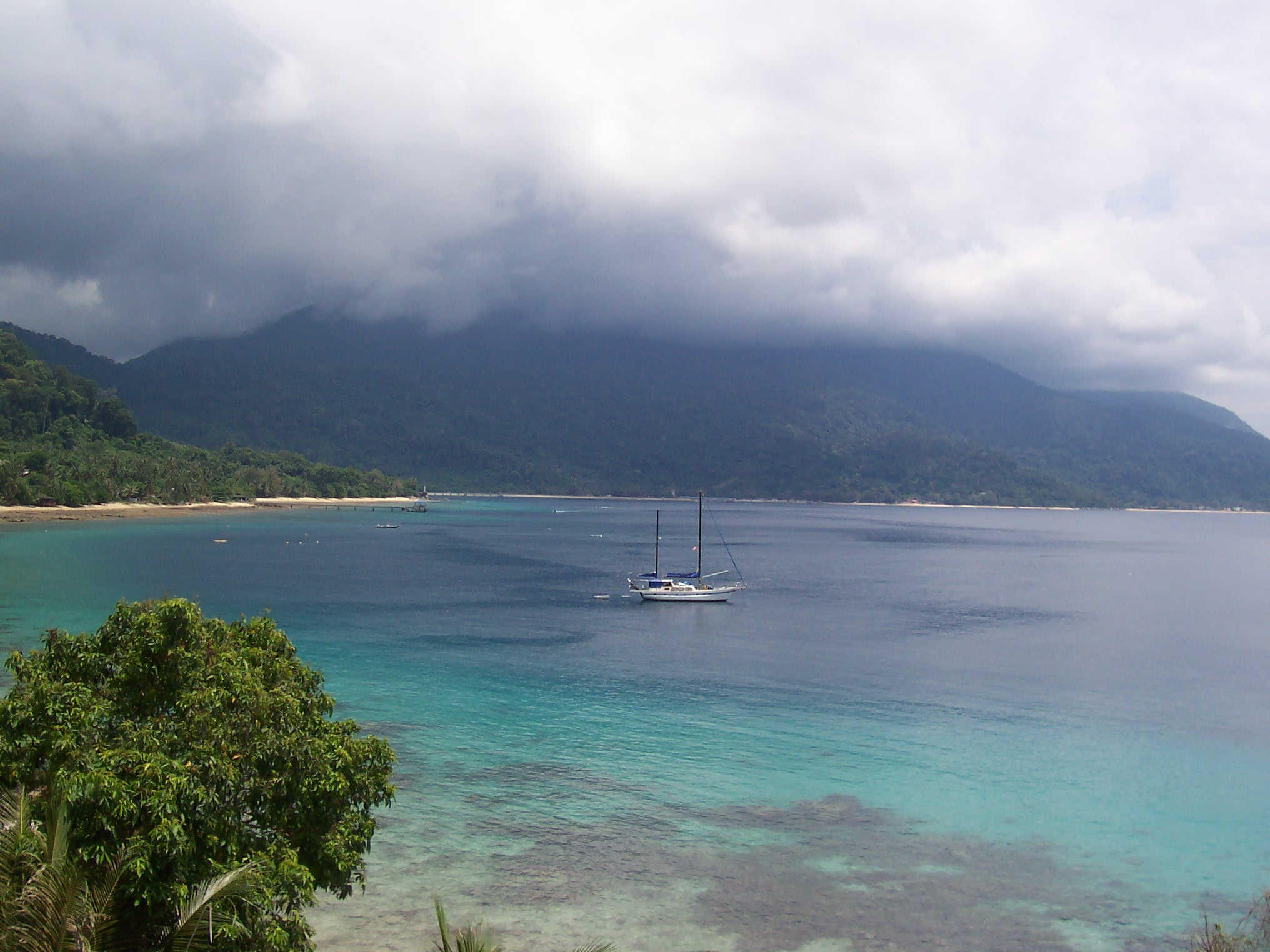
Vue de la baie de Panuba

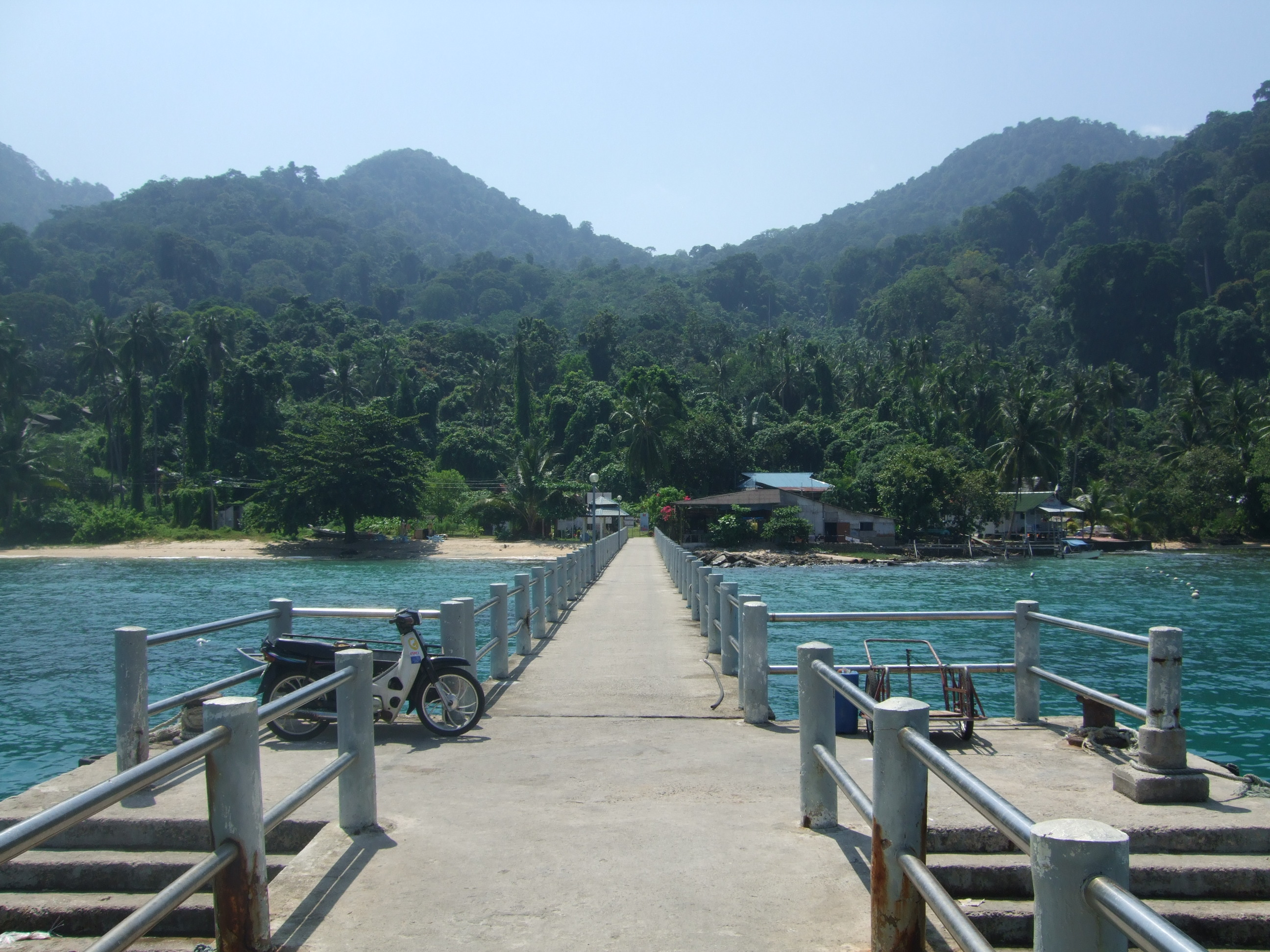
Vue depuis la jetée de Batang

### Environnement
Un grand nombre d'espèces de l'île sont connues telles que le binturong, le macaque crabier et le varan. On y trouve plus de 138 espèces d'oiseaux (perroquets à bosse), 45 de mammifères (macaques, cerfs, chauves-souris), des poissons (requins, poisson Napoléon), des reptiles (varans, tortues), des coraux et des mollusques (nudibranches).
Tiomaniella ladam est une espèce d'araignées endémique de l'île.

## Histoire
L'île Tioman a été utilisée pendant des milliers d'années par les pêcheurs comme un point de navigation important et une source d'eau douce et de bois. Au cours des mille dernières années, elle a été une terre d'accueil pour les navires commerciaux chinois, arabes et européens. En 1824, un des deux bateaux commandés par Hyacinthe de Bougainville lors de son expédition en mer de Chine y fit relâche.
L'île fut pendant des siècles une des principales base des pirates malais où dans leurs villages ils trouvaient en abondance, eau douce et bois. Les pirates écumaient le sud de la mer de Chine et contrôlaient le détroit de Malacca, où ils rançonnaient les navires marchands, les bateaux des Jésuites de Chine et des Philippines, et les précieux chargements de porcelaine et de soie en provenance de Canton. Des tessons de porcelaine peuvent souvent être retrouvés sur les plages autour de l'île.
Plus récemment, l'île Tioman a été une terre d'accueil, à la fois des Britanniques et des Japonais pendant la Seconde Guerre mondiale, et les eaux autour de l'île sont jonchées de restes de guerre.
L'île a commencé à être connue mondialement grâce au film américain South Pacific tourné en 1958. L'île y était présentée comme un véritable paradis tropical et les visiteurs commencèrent alors à y affluer.

## Démographie
L'île compte huit villages : Salang, Air Batang, Tekek, Paya, Genting, Nipah, Mukut et Juara. La ville principale de l'île est Kampung Tekek, situé sur la côté Ouest. On y trouve un hôpital, un poste de police, une banque, un aérodrome et un port. L'occupation humaine se limite à une frange d'une centaine de mètres tout autour de l'île.

## Économie
Les activités économiques de l'île sont principalement le tourisme (hébergement, plongée, escalade) et la pêche.
L'île est une zone duty free.
Une trentaine d'hôtels accueillent les touristes.
En dépit des nombreux touristes, l'île Tioman a réussi à conserver son charme et sa beauté. Les trois-quarts de l’île et de ses eaux constituent autant des réserves où presque tout est interdit. On peut y trouver de nombreuses cascades.
L'île est un haut lieu de la plongée sous-marine. Il existe un golf 18 trous.

## Transports
L'île est relativement bien desservie en bateau. Une taxe de trente ringgit Malaisien est demandé à tous les arrivants afin de préserver l'écosystème de l'île. Il est d'ailleurs formellement interdit de se ramener un souvenir trouvé sur l'île (corail, coquillages ...).

### Avion
L'aéroport de Tioman, situé à Kampung Tekek, sur la côté ouest de l'île était desservi par une seule compagnie, Berjaya-Air, qui offrait des liaisons quasi-quotidiennes avec Singapour et Kuala Lumpur. Celle-ci a cessé son activité depuis le 1er mars 2014, à la suite de la série de crashs que la Malaisie a connus et en raison de l'atterrissage difficile sur l'île.

### Route
L'île ne dispose quasiment pas de routes, à l'exception du village principal de Kampung Tekek[source insuffisante]. Par contre, on trouve des sentiers de montagne qui permettent de rejoindre les villages entre eux.

### Bateau
La majeure partie des déplacements s'effectue par la mer. Des liaisons entre la ville de Mersing (sur le continent Malaisien, à 2 heures) et Kampung Tekek sont effectués plusieurs fois par jour. Une belle marina existe à Terek capable d’accueillir des bateaux jusqu'à 35 mètres. Il y est très facile de trouver un bateau-taxi pour se déplacer de village en village. La plupart des villages disposent d'un embarcadère pour accoster.

## Légende
Selon la légende, l'île Tioman est le lieu de repos d'une belle princesse dragon. Volant de la Chine pour rendre visite à son prince à Singapour, cette belle jeune fille s'arrêta pour chercher un réconfort dans les eaux cristallines de la mer de Chine méridionale. Ravie par les charmes de l'endroit, elle décida d'interrompre son voyage. En prenant la forme d'une île, elle s'est engagée à offrir un abri et le confort aux voyageurs de passage.

## Personnalités liées
- L'aventurier français Marie-Charles David de Mayrena (1842-1890) y mourut en exil.